# 252-я стрелковая дивизия
252-я стрелковая дивизия — стрелковое соединение РККА Вооружённых Сил СССР в Великой Отечественной войне.
Действительное наименование формирования:
- полное, по окончании войны — 252-я Харьковско-Братиславская Краснознамённая орденов Суворова и Богдана Хмельницкого стрелковая дивизия;
- сокращённое, применяемое в служебных документах — 252 сд.

Период боевых действий: с 15 июля 1941 года по 11 мая 1945 года.

## История
Дивизия начала формироваться 28 июня 1941 года под Москвой.
11 июля 1941 года дивизия получила приказ срочно грузиться в воинские поезда и по железной дороге отправляться в распоряжение Западного фронта, где вошла в состав 29-й армии (29 А).
28 июля 1941 года полки дивизии с марша вступили в бой.
29 А была развёрнута на базе 30-го стрелкового корпуса который стал основой управления и соединений армии в июле 1941 года в Московском военном округе. В состав армии вошли управление, 245-я, 252-я, 254-я и 256-я стрелковые дивизии, а также ряд воинских частей.

1. Для прикрытия направления на Бологое сформировать управление 29-й армии.

Командующим 29-й армией назначить генерал-лейтенанта тов. Масленникова. Начальником штаба армии назначить генерал-майора тов. Шарапова.

На формирование управления армии обратить управление 30-го стрелкового корпуса.

Штаб армии с конца 12.07.1941 г. — Бологое.

2. В состав армии включить: четыре стрелковые дивизии (256, 252, 254 и 245-ю), одну (69-ю) моторизованную дивизию, два корпусных артполка (264-й и 644-й), три артполка ПТО (171, 753 и 759-й), один истребительный полк, один бомбардировочный полк и одну эскадрилью Ил-2.

3. Армию развернуть на рубеже Старая Русса, Осташков с задачей — прикрыть направления Старая Русса, Бологое; Холм, Бологое; Осташков, Вышний Волочек.

Район Валдай, Осташков, Бологое прикрыть истребительной авиацией. Резервы иметь в районе Валдай, Бологое, Вышний Волочек.

Граница армии справа — оз. Ильмень, р. Волхов.

Граница армии слева — (иск.) Селижарово, Вышний Волочек.

4. Второй рубеж обороны подготовить по р. Мста.

Передовыми частями армии к утру 13.07 выйти на фронт Старая Русса, Осташков.

5. Исполнение донести.

По поручению Ставки Верховного Командования Жуков— Приказ Ставки ВК № 00293, от 12 июля 1941 года, О формировании 29-й армии и занятии ею оборонительного рубежа. ЦАМО. Ф. 48а. Оп. 3408. Д. 4, Л. 26, 27. Подлинник.
В пути, в районе станции Бологое, эшелоны дивизии подверглись нападению авиации противника.
По прибытии она вошла в состав 29-й армии резерва ВГК. С 20 июля дивизия вместе с армией была включена в состав Западного фронта. Её части форсировали реку Западная Двина и 28 июля под деревней Ильино Смоленской области с марша вступили в бой. В течение ночи они отбили несколько контратак подошедших резервов противника, но вынуждены были под давлением превосходящих сил отойти в северном направлении.
16 августа 1941 года командир 252-й стрелковой дивизии издал боевой приказ № 20 на атаку м. Ильино в ночь с 17 на 18.8. 1941 г.. Перед фронтом дивизии, по южным берегам рек Двинка и Западная Двина, пополненная свежими подкреплениями, в готовности к переходу, в наступление оборонялись части 26-й пехотной дивизии вермахта.
Затем дивизия повторно форсировала реку Западная Двина и заняла оборону на её северном берегу в районе устья реки Торопа. Здесь она находилась до конца августа, затем в начале сентября вела наступательные бои, выполняя задачу отбросить противника на западный берег реки. В ходе их был окружён и разгромлен 456-й гренадерский полк СС (Смоленское сражение). В начале октября дивизия вместе с армией вынуждена была отойти на ржевском направлении. К 12 октября она сосредоточилась в районе Чертолино и заняла оборону, прикрывая переправу частей 29-й армии через реку Волга и дальнейший отход на Ржев. К 15 октября её части сосредоточились северо-восточнее Старицы. Продолжая отход, к 19 октября они сосредоточились в районе Новинки, где с марша вступили в бой и отбросили противника к городу Калинин. С 21 октября дивизия в составе 31-й армии Калининского фронта заняла оборону у железнодорожного моста через реку Волга в районе городе Калинин (Вяземская и Калининская оборонительные операции). С 1 декабря она вновь перешла в 29-ю армию этого же фронта и с 5 декабря участвовала в штурме и освобождении города Калинин. В результате боёв к 16 декабря он был освобождён, дивизия вышла в район станции Калинин (юго-западная часть города). Преследуя противника, её части с боем овладели Даниловской, вновь форсировали реку Волга, освободили населённый пункт Станишино и к 29 декабря вышли к Холоховне (Калининская наступательная операция).
В августе — сентябре 1942 года дивизия находилась на доукомплектовании в УрВО в районе Верещагино Молотовской области.

### Сталинградская битва
Пополнившись личным составом и вооружением, дивизия 9 сентября 1942 года была передислоцирована в район ст. Неткачево, где вошла в состав 10-й резервной армии. 18 октября 1942 года она, совершив 180-километровый марш по маршруту Ольховатка — Зензеватка — Садки, сосредоточилась в районе Балка Грачева (северо-западнее Сталинграда) и, войдя в состав 66-й армии Донского фронта, перешла к обороне. 29 октября 1942 года дивизия вышла из состава 66-й армии и была подчинена 65-й армии этого же фронта. В период с 15 по 18 ноября, совершив 160-километровый марш, её части переправились через реку Дон в районе южнее х. Нижне-Затонский и сосредоточились в лесу 2 км севернее от ст. Клетская, находясь во втором эшелоне армии. 19 ноября дивизия перешла в наступление в общем направлении на Сталинград. Преследуя противника, её части переправились по льду через реку Дон и совместно с частями 304-й стрелковой дивизии после упорного боя овладели х. Вертячий (54 км северо-западнее Сталинграда). Затем, продолжая наступление, они вышли в район севернее Казачьего Кургана.

### Корсунь-Шевченковская операция
В завершающей стадии Корсунь-Шевченковской операции подразделения 252-й стрелковой дивизии форсировали Гнилой Тикич в районе Лысянки и вышли к оборонительному рубежу противника на участке Чижовка — Шубенный Став. В преддверии крупномасштабного наступления на уманском направлении командование 2-го Украинского фронта активно прощупывало прочность немецкой обороны, проводя на различных участках тактическую разведку. В одной из таких операций особенно отличился младший сержант Д. Ф. Витер. 28 февраля 1944 года в районе населённого пункта Шубенный Став было решено провести танковую атаку на позиции врага. Осуществить пропуск бронетехники через минные поля было поручено сапёрам 420-го отдельного сапёрного батальона. Работая днём в течение трёх часов под огнём врага, Денис Фёдорович с тремя сапёрами своего батальона снял 231 противотанковую мину. Во время танковой атаки он вскочил на головной танк, на котором добрался до переднего края противника. Действуя смело и решительно в непосредственной близости от немецких траншей под непрекращающимся обстрелом со стороны неприятеля, сапёр обезвредил 18 противотанковых мин, чем обеспечил проход танков в глубину вражеской обороны. За доблесть и мужество, проявленные при выполнении боевого задания, приказом от 25 мая 1944 года младший сержант Д. Ф. Витер был награждён орденом Славы 3-й степени (№ 52191).

### Уманско-Ботошанская операция
Между тем в рамках начавшейся Уманско-Ботошанской операции подразделения 252-й стрелковой дивизии прорвали оборону противника, и преследуя отступающего врага, развернули наступление общим направлением на Умань. Погодные условия для проведения операции были чрезвычайно тяжёлыми. Бывший командир отдельного истребительно-противотанкового дивизиона В. А. Пичугин впоследствии вспоминал:

Стояла весенняя распутица 1944 года. Артиллерия едва поспевала за пехотой. Автомашины-тягачи, застревая в густой, как масло, грязи фронтовых дорог, не могли вытянуть из неё пушки и гаубицы — В. Пичугин. Материнское счастье. Из сборника Наша стрелковая: ветераны 252-й дивизии вспоминают
В сложившейся обстановке сапёрам батальона старшего лейтенанта М. Г. Козлова приходилось работать с полным напряжением сил, помогая дивизионной технике преодолевать распутицу, бездорожье и многочисленные водные преграды. Пройдя через Умань и Бельцы, 252-я стрелковая дивизия вступила в северную Молдавию, где перешла к обороне северо-восточнее города Унгены.

### Ясско-Кишинёвская операция
С середины апреля 1944 года и до начала Ясско-Кишинёвской операции 252-я стрелковая дивизия вела напряжённые бои в Бельцком уезде Молдавской ССР в районе сёл Тешкурены и Кошены. В ходе начавшегося крупномасштабного наступления советских войск в Молдавии и Румынии дивизии предстояло штурмом овладеть городом Унгены и замкнуть кольцо окружения вокруг кишинёвской группировки противника. В ночь на 22 августа 1944 года 420-й отдельный сапёрный батальон получил задачу обеспечить проход личного состава и материальной части дивизии через инженерные заграждения противника в районе севернее села Загаранча. Разбитые на группы разграждения сапёры капитана Козлова, среди которых был и младший сержант Д. Ф. Витер, в течение ночи проделали 13 проходов в минных полях немцев, обезвредив при этом свыше 1500 противопехотных и 860 противотанковых мин. Благодаря качественной и самоотверженной работе сапёров дивизия преодолела глубоко эшелонированную оборону противника без потерь.
В сентябре 1944 года 252-я стрелковая дивизия была выведена в резерв Ставки Верховного Главнокомандования и после отдыха и пополнения в начале ноября 1944 года в составе 4-й гвардейской армии переброшена в Венгрию. В ходе наступления войск 3-го Украинского фронта в рамках Будапештской операции подразделения дивизии после ожесточённых боёв 29 ноября вышли к Дунаю западнее города Калоча. Форсирование реки началось в ночь на 1 декабря в районе посёлка Герьен (Gerjen). Младший сержант Д. Ф. Витер добровольно вызвался вести первую лодку с десантниками на борту. Едва советские бойцы достигли середины реки, как в небе появился немецкий самолёт, который сбросил осветительные ракеты на парашютах. Обнаружив десант, немцы сразу же открыли ураганный огонь по месту переправы. В лодке младшего сержанта Витера один боец погиб, а сам Денис Фёдорович был ранен. Тем не менее он одним из первых достиг противоположного берега Дуная и огнём из автомата прикрывал высадку других десантных групп. После того, как береговой плацдарм был закреплён, Витер, несмотря на ранение, остался в строю. Остаток ночи он в составе расчёта парома продолжал работать на переправе. За доблесть и мужество, проявленные при форсировании Дуная, приказом от 7 января 1945 года Денис Фёдорович был награждён орденом Славы 2-й степени (№ 13266).
В январе — феврале 1945 года 252-я стрелковая дивизия вела тяжёлые бои в районе венгерского города Секешфехервара. Затем она была подчинена командующему 46-й армией 2-го Украинского фронта и принимала участие в Венской операции. Командир сапёрного отделения сержант Д. Ф. Витер отличился во время ликвидации эстергомско-товарошской группировки врага. 21 марта 1945 года он своевременно проделал проход через минное поле противника, обеспечив тем самым успешное наступление частей дивизии. 24 марта в бою близ посёлка Модьорошбанья (Mogyorosbanya) при штурме безымянной высоты сержант Витер уничтожил пулемётный расчёт, мешавший продвижению стрелковых частей, истребил пять солдат и одного офицера и ещё трёх военнослужащих неприятеля взял в плен.
Развивая дальнейшее наступление вдоль правого берега Дуная 28 марта подразделения 23-го стрелкового корпуса, в состав которого входила 252-я стрелковая дивизия, овладели правобережной частью города Комарома. Командующий 46-й армией поставил перед 252-й стрелковой дивизией задачу: форсировать Дунай и очистить от противника левобережную часть города. В качестве места для переправы был выбран участок реки в районе острова Сентпаль, поросшие лесом берега которого затрудняли обзор противнику. В ходе операции по форсированию Дуная, начавшейся в ночь на 30 марта 1945 года, вновь отличились сапёры 420-го отдельного сапёрного батальона. Дивизионная газета «Боевая красноармейская» в номере от 26 апреля так описывала подвиг сапёров:

Мартовская ночь была лунная, и немцы обстреливали наш берег. Но сапёры работали слаженно и быстро. Сержант Витер, ефрейтор Сухоярский и рядовой Бабяк нашли материал для плотов. Все трудились не покладая рук и досрочно выполнили задание. «Грузиться»! — послышалась команда. В числе первых поплыли сапёры, сооружавшие плоты. Противник встретил смельчаков пулемётными очередями. Но не дрогнули советские воины. Стрелки завязали перестрелку, а сапёры сильнее налегли на вёсла. Обеспечив успешную переправу, сапёры начали расчищать путь наступающим. Они обнаружили и обезвредили более 200 вражеских мин— Их книги: Наша стрелковая: ветераны 252-й дивизии вспоминают
Захватив плацдарм на левом берегу Дуная, подразделения дивизии развили успех и в тот же день при поддержке Дунайской военной флотилии очистили от противника левобережную часть Комарома. За отличие в боях на правом берегу Дуная через год после окончания Великой Отечественной войны указом Президиума Верховного Совета СССР от 15 мая 1946 года сержант Витер Денис Фёдорович был награждён орденом Славы 1-й степени (№ 642).
В первых числах апреля 252-я стрелковая дивизия была передана 7-й гвардейской армии, в составе которой освобождала северо-восточные районы Австрии и юго-западную часть Чехословакии. Д. Ф. Витер принимал участие в освобождении Братиславы, форсировании реки Моравы, разгроме немецкой группы армий «Австрия». Боевой путь он завершил у местечка Мито (Mýto) к востоку от города Пльзеня.

## Командный состав

### Командиры дивизии
- Мартыненко, Герасим Яковлевич (00.06.1941 — 00.07.1941), полковник
- Забалуев, Александр Алексеевич (19.08.1941 — 01.01.1942), полковник, с 15.07.1941 генерал-майор
- Урбанович, Виктор Казимирович (02.01.1942 — 26.08.1942), генерал-майор
- Шехтман, Зиновий Самойлович (27.08.1942 — 04.12.1942), полковник
- Анисимов, Георгий Иванович (05.12.1942 — 00.02.1943), полковник, с 27.01.1943 генерал-майор
- Бирин, Борис Иванович (00.02.1943), подполковник
- Анисимов, Георгий Иванович (00.02.1943 — 19.09.1943), генерал-майор
- Горбачёв, Иван Александрович (20.09.1943 — 14.10.1943), полковник
- Фролов, Иван Семёнович (15.10.1943 — 05.11.1943), полковник
- Горбачёв, Иван Александрович (06.11.1943 — ??.05.1947), полковник, с 10.04.1944 генерал-майор

### Заместители командира дивизии по строевой части
- Гордеев, Александр Николаевич (??.02.1946 — ??.12.1946), полковник

### Заместители командира дивизии по политической части
- Масько, Иван Адамович
- Ростовцев, Иван Никитич

## Состав
- 924-й стрелковый полк
- 928-й стрелковый полк
- 932-й стрелковый полк
- 287-й артиллерийский  полк,
- 270-й гаубичный артиллерийский полк,
- 310-й отдельный самоходно-артиллерийский дивизион (110 отдельный самоходно-артиллерийский дивизион,110 отдельный истребительно-противотанковый дивизион),
- 332-я отдельная разведывательная рота,
- 420-й отдельный сапёрный батальон,
- 672-й отдельный батальон связи (572 отдельный батальон связи, 176 отдельная рота связи),
- 270-й отдельный медико-санитарный батальон,
- 250-я отдельная рота химической защиты,
- 52-я автотранспортная рота,
- 303-я полевая хлебопекарня,
- 76-й дивизионный ветеринарный лазарет,
- 815-я полевая почтовая станция,
- 393-я полевая касса Государственного банка.

## В составе[14]
| Дата            | Фронт (округ)                                   | Армия                 | Корпус                             |
| --------------- | ----------------------------------------------- | --------------------- | ---------------------------------- |
| 01.08.1941 года | Западный фронт                                  | 29-я армия            |                                    |
| 01.11.1941 года | Калининский фронт                               | 31-я армия            |                                    |
| 01.12.1941 года | Калининский фронт                               | 29-я армия            |                                    |
| 01.02.1942 года | Калининский фронт                               | 39-я армия            |                                    |
| 01.08.1942 года | Калининский фронт                               |                       |                                    |
| 01.09.1942 года | Резерв Ставки ВГК                               | 10-я резервная армия  |                                    |
| 01.11.1942 года | Донской фронт                                   |                       |                                    |
| 01.12.1942 года | Донской фронт                                   | 65-я армия            |                                    |
| 01.01.1943 года | Донской фронт                                   | 21-я армия            |                                    |
| 01.03.1943 года | Резерв Ставки ВГК (Сталинградская группа войск) |                       |                                    |
| 01.04.1943 года | Резерв Ставки ВГК                               | 24-я армия            |                                    |
| 01.05.1943 года | Степной военный округ                           | 24-я армия            |                                    |
| 01.06.1943 года | Степной военный округ                           | 53-я армия            |                                    |
| 01.08.1943 года | Степной фронт                                   | 53-я армия            |                                    |
| 01.10.1943 года | Степной фронт                                   | 53-я армия            | 48-й стрелковый корпус             |
| 01.11.1943 года | 2-й Украинский фронт                            | 53-я армия            |                                    |
| 01.01.1944 года | 2-й Украинский фронт                            | 53-я армия            | 48-й стрелковый корпус             |
| 01.02.1944 года | 2-й Украинский фронт                            | 4-я гвардейская армия | 21-й гвардейский стрелковый корпус |
| 01.03.1944 года | 2-й Украинский фронт                            | 52-я армия            | 78-й стрелковый корпус             |
| 01.05.1944 года | 2-й Украинский фронт                            | 52-я армия            | 48-й стрелковый корпус             |
| 01.06.1944 года | 2-й Украинский фронт                            | 52-я армия            | 78-й стрелковый корпус             |
| 01.07.1944 года | 2-й Украинский фронт                            | 4-я гвардейская армия | 78-й стрелковый корпус             |
| 01.10.1944 года | Резерв Ставки ВГК                               | 4-я гвардейская армия | 21-й гвардейский стрелковый корпус |
| 01.12.1944 года | 3-й Украинский фронт                            | 4-я гвардейская армия | 21-й гвардейский стрелковый корпус |
| 01.01.1945 года | 3-й Украинский фронт                            | 4-я гвардейская армия | 135-й стрелковый корпус            |
| 01.02.1945 года | 3-й Украинский фронт                            | 4-я гвардейская армия | 21-й гвардейский стрелковый корпус |
| 01.03.1945 года | 2-й Украинский фронт                            | 46-я армия            | 23-й стрелковый корпус             |
| 01.05.1945 года | 2-й Украинский фронт                            | 7-я гвардейская армия | 23-й стрелковый корпус             |

## Награды дивизии
- 28 августа 1943 года — Почётное наименование «Харьковская» — присвоено приказом Верховного Главнокомандующего от 28 августа 1943 года в ознаменование освобождения Харькова.
- 25 августа 1943 года —  Орден Красного Знамени — награждена указом Президиума Верховного Совета СССР за образцовое выполнение боевых заданий командования на фронте борьбы с немецкими захватчиками и проявленные при этом доблесть и мужество.
- 19 марта 1944 года —  Орден Богдана Хмельницкого II степени — награждена указом Президиума Верховоного Совета СССР от 19 марта 1944 года за образцовое выполнение заданий командования в боях за освобождение города Умани и проявленные при этом доблесть и мужество.[15]
- 8 апреля 1944 года —  Орден Суворова II степени — награждена указом Президиума Верховного Совета СССР от 8 апреля 1944 года за образцовое выполнение заданий командования при форсировании Днестра, овладение городом и важным железнодорожным узлом Бельцы, выход на государственную границу и проявленные при этом доблесть и мужество.[16]
- 17 мая 1945 года — Почётное наименование «Братиславская» — присвоено приказом Верховного Главнокомандующего № 083 от 17 мая 1945 года за отличие в боях по освобождению Братиславы.

Награды частей дивизии:
- 924 стрелковый Кишинёвский орденов Богдана Хмельницкого(II степени)[17] и Александра Невского[18] полк
- 928 стрелковый Дунайский орденов Суворова[17] и Кутузова[19] полк
- 932 стрелковый Краснознамённый[20]ордена Александра Невского[19] полк
- 787 артиллерийский Кишинёвский полк

## Отличившиеся воины
Герои Советского Союза:
- Бабак, Демид Иванович, лейтенант, командир роты 924-го стрелкового полка.
- Бусаргин, Николай Матвеевич, лейтенант, командир 5-й стрелковой роты 932-го стрелкового полка.
- Валянский, Михаил Яковлевич, младший лейтенант, командир пулемётного взвода 932-го стрелкового полка.
- Глибко, Юрий Киприянович, майор, командир 932-го стрелкового полка.
- Гончаров, Иван Тимофеевич, младший лейтенант, командир пулемётного взвода 932-го стрелкового полка.
- Деманов, Георгий Георгиевич, лейтенант, командир взвода 932-го стрелкового полка.
- Кильдяков, Михаил Андреевич, старший лейтенант, заместитель по политической части командира 2-го батальона 932-го стрелкового полка.
- Некрасов, Николай Васильевич, капитан, командир батальона 932-го стрелкового полка.
- Пестерев, Алексей Иванович, лейтенант, исполняющий обязанности командира 2-го батальона 932-го стрелкового полка.
- Потапов, Дмитрий Сергеевич, лейтенант, командир взвода противотанковых ружей 932-го стрелкового полка.
- Поштаренко, Яков Тимофеевич, сержант, командир отделения 420-го отдельного сапёрного батальона.
- Свистов, Павел Дмитриевич, сержант, разведчик взвода пешей разведки 928-го стрелкового полка.
- Хейфец, Семён Ильич, младший лейтенант, командир 4-й стрелковой роты 932-го стрелкового полка.
- Шабашов, Фёдор Филиппович, красноармеец, наводчик противотанкового ружья взвода противотанковых ружей 924-го стрелкового полка.

 Кавалеры ордена Славы трёх степеней.
- Витер, Денис Фёдорович, сержант, командир отделения 420 отдельного сапёрного батальона.
- Голиков, Алексей Павлович, сержант, командир отделения сапёрного взвода 928 стрелкового полка.
- Исайченков, Василий Андреевич, старший сержант, помощник командира сапёрного взвода 928 стрелкового полка.
- Симонов, Евгений Алексеевич, старшина, командир отделения взвода пешей разведки 928 стрелкового полка.
- Тараскин, Владимир Дмитриевич, старшина, разведчик 332 отдельной разведывательной роты.
- Татаринцев, Николай Петрович, ефрейтор, командир сапёрного отделения 928 стрелкового полка.

### Список воинов, закрывших своим телом амбразуру в годы Великой Отечественной войны
| № | Ф. И. О.                    | Звание  | Должность | Формирование                                        | Дата совершения подвига | Награда                             |
| - | --------------------------- | ------- | --------- | --------------------------------------------------- | ----------------------- | ----------------------------------- |
| 1 | Комар, Анатолий Григорьевич | рядовой | разведчик | 252-я стрелковая дивизия 332-я отдельная разведрота | 24.11.1943              | Орден Отечественной войны 2 степени |